# Cartago (province)
Pour les articles homonymes, voir Cartago.
Cartago est une province du Costa Rica située au centre du pays, entourée des provinces de Limón à l'est et de San José à l'ouest. La capitale porte le même nom, Cartago. Elle est subdivisée en huit cantons.

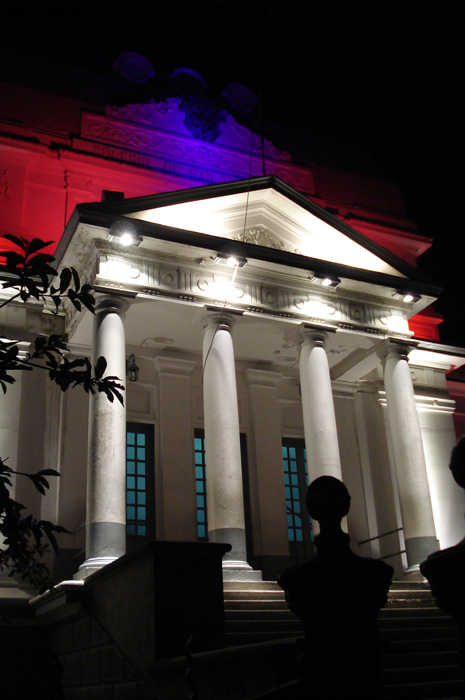
Collège San Luis Gonzaga

## Cantons
| Nom du canton | Capitale   | Superficie (km²) | Date de création           |
| ------------- | ---------- | ---------------- | -------------------------- |
| Cartago       | Cartago    | 287,77           | Loi 36 du 7 décembre 1848  |
| Paraíso       | Paraíso    | 411,91           | Loi 36 du 7 décembre 1848  |
| La Unión      | Tres Ríos  | 44,83            | Loi 36 du 7 décembre 1848  |
| Jiménez       | Juan Viñas | 286,43           | Loi 84 du 19 août 1903     |
| Turrialba     | Turrialba  | 1.642,67         | Loi 84 du 19 août 1903     |
| Alvarado      | Pacayas    | 81,06            | Loi 28 du 9 juillet 1908   |
| Oreamuno      | San Rafael | 202,31           | Loi 68 du 17 août 1914     |
| El Guarco     | Tejar      | 167,69           | Loi 195 du 26 juillet 1939 |